# Széki Tibor
Széki Tibor (Kolozsvár, 1879. április 18. – Budapest, Józsefváros, 1950. december 4.) gyógyszerész, vegyész, egyetemi tanár, az MTA tagja.

## Életpályája
Gyógyszerész családban született. Szülei Széki Miklós (1842–1912) kolozsvári gyógyszerész és Bodor Anna voltak. Szülővárosában szerezte meg a gyógyszerész diplomát. 1902-ben doktorált gyógyszerészetből és kémiából. Az egyetem elvégzése után Fabinyi Rudolf tanszékén kapott tanársegédi állást. Berlinben képezte tovább magát szerves kémiából. Itt szerencséje volt a világhírű Karl Liebermann mellett dolgozni. Faninyi Rudolffal közösen a szerves kémiai kutatómunka megindítója Magyarországon. Széki Tibor sikeres kutatói és oktatói tevékenységét jelzi, hogy „A benzolgyűrűs vegyületek kémiája” című munkájáért 1907-ben magántanári képesítést kapott, majd 1917-ben egyetemi nyilvános rendkívüli tanárrá nevezték ki. 
A Kolozsvárról Szegedre menekült egyetemen tanított 1922-től, ahol 1923-tól az I. sz. Vegytani Intézet vezetője lett. Szegeden kezdetben rendkívül szerény körülmények között kezdett el dolgozni, és nagy erőfeszítésbe került megfelelő laboratóriumot létrehozni. 
Különböző közéleti tisztségeket is viselt pályafutása során. 1907-ben, az akkor alapított Magyar Chemikusok Lapja egyik felelős szerkesztője. 1926–1927-ben dékán, 1933–1934-ben pedig  rektor volt Szegeden. 1938–1943 között a Magyar Gyógyszerészeti Társaság elnökhelyettese, majd 1947-ig elnöke volt.
1934-től a budapesti egyetemen az  analitikai és gyógyszerészeti kémia nyilvános rendes tanára. 1934-ben az MTA levelező tagjává választotta, majd 1945-ben rendes akadémiai tag lett. 1949-ben nyugállományba vonult, és 1950. december 4-én hunyt el Budapesten.
Felesége kenesei Kenessey Margit (1887–1961) volt.

## Munkássága
Főleg az azaronnal és származékaival foglalkozott, több új vegyületet állított elő, és vizsgálta szerkezetüket. Foglalkozott a trombózis elleni gyógyszer kutatásával is.

### Jelentősebb munkái
- Gyógyszerészeti kémia (egyetemi tankönyv)
- Tanulmányok Asaron származékokról (Kolozsvár, 1902)
- Über die Condensation von Brenzcatechin und Ketonen (Kolozsvár, 1905)
- Acetonnak és methyl-aethylketonnak pyrogallollal képezett új vegyületeiről (Fabinyi Rudolffal, Kolozsvár, 1905)
- A kinin és a tannin szerkezete (Budapest, 1924)
- A chemiai konstitutio és fűszerhatás (1930)
- Részletek az érzéstelenítőszerek kémiájából (1931)
- A konstitutio jelentősége az organikus kémiában (Szeged, 1933)
- A műanyagok (Budapest, 1938)
- Benzolszármazékok vagy aromás vegyületek (Budapest, 1940)
- Terpének, kámforok és velük rokon anyagok (Budapest, 1940)
- Gyógyszerészi kémia (Szerves vegyületek, egyetemi tankönyv, Budapest, 1944)
- Szerves kémia (Előadásai alapján összeállította Horváth Magda, Budapest, 1947)
- Gyógyszerészi kémia (I. Szervetlen vegyületek. Előadásai alapján összeállította Végh Antal, Kovács László, Budapest, 1949)